# Font de la plaça de les Fonts
La Font de la plaça de les Fonts és una obra de Berga protegida com a Bé Cultural d'Interès Local.

## Descripció
Es tracta d'un monòlit situat damunt d'un pedestal quadrat sobre graons. Una base més o menys quadrada, de blocs petits de pedra, sosté un altre bloc rectangular de marbre damunt del qual hi ha una escultura de pedra recoberta de coure. A la part davantera de l'escultura hi ha la font. L'estàtua representa «L'Espinari», un noi jove, assegut damunt d'una pedra, que intenta treure's una espina del peu esquerra. La base fa uns dos metres d'alçada i la figura sedent un metre aproximadament.
Desconeixem els motius que impulsaren la col·locació d'aquesta obra, fet que per fotografies antigues podem situar just acabada la Guerra Civil. Al mateix indret, abans hi havia la font de Neptú.
Es diu que el protagonista d'aquesta obra es preparava per fer una cursa i primer es va treure l'espina del seu peu, amb total concentració, doblegant el cos i tombant el cap per veure millor el que fa.
El «Noi de l'espina» o «L'Espinari» és una escultura feta de bronze del segle i aC que era molt popular, n'hi ha còpies arreu al món, entre d'altres als British Museum i al Prado. És curiós perquè la majoria de les versions que coneixem d'aquest període estan fetes de marbre i no de bronze. L'original data del període hel·lenístic de l'art grec. L'estàtua està documentada a Roma des del segle xii. el papa Sixt IV la va donar el 1471 i que abans estava al Palau del Laterà.